# My Songs Know What You Did in the Dark (Light Em Up)
My Songs Know What You Did in the Dark (Light Em Up), noto anche come Light Em Up, è un singolo dei Fall Out Boy, il primo estratto dal loro quinto album in studio Save Rock and Roll, pubblicato il 4 febbraio 2013.

## Video musicale
Il video musicale, diretto da Adam Donald e Andrew Zaeh, vede la partecipazione del rapper statunitense 2 Chainz. È il primo di una serie formata da 11 video chiamata Save Rock and Roll: The Young Blood Chronicles.

## Classifiche
| Classifica (2013)             | Posizione massima |
| ----------------------------- | ----------------- |
| Australia                     | 30                |
| Canada                        | 28                |
| Francia                       | 89                |
| Giappone                      | 28                |
| Irlanda                       | 33                |
| Nuova Zelanda                 | 13                |
| Paesi Bassi                   | 35                |
| Regno Unito                   | 5                 |
| Regno Unito (rock & metal)    | 1                 |
| Stati Uniti                   | 13                |
| Stati Uniti (adult top 40)    | 15                |
| Stati Uniti (alternative)     | 7                 |
| Stati Uniti (mainstream rock) | 40                |
| Stati Uniti (pop)             | 7                 |
| Stati Uniti (rock)            | 2                 |